# Liaoningopterus
Liaoningopterus je poměrně velkým rodem pterodaktyloidního ptakoještěra, který žil v období spodní křídy na území dnešní Číny (provincie Liao-ning).
Materiál je označován jako IVPP V-13291 (nekompletní lebka a kostra včetně čelistí, zubů, krčních obratlů a prstu, podpírajícího křídlo. Jde o největšího ptakoještěra známého z Číny (lebka měří 61 cm a rozpětí křídel mohlo přesáhnout 5 metrů). Na předním konci čelistí se nacházel na horní i dolní straně nízký hřeben. Zuby byly pouze v přední části čelistí a byly velké, dokonce největší mezi všemi pterosaury. Dle autorů popisu šlo nejspíše o rybožravý (piscivorní) druh. Pokud bude čeleď Anhangueridae rozlišena jako samostatná, bude Liaoningopterus spadat do ní.